# Don McKenney
Pour les articles homonymes, voir McKenney (homonymie).
Donald Hamilton McKenney (né le 30 avril 1934 à Smiths Falls, Ontario au Canada et mort le 19 décembre 2022 à Norton, Massachusetts aux États-Unis) est un joueur canadien de hockey sur glace qui évoluait au poste de centre.

## Biographie
Don McKenney fait son hockey junior avec les Flyers de Barrie club école des Bruins dans l'Association de hockey de l'Ontario, passant la barre des 60 points chaque saison. Capitaine, il mène son équipe vers la victoire lors de la coupe Memorial 1953, inscrivant 21 points en 10 parties jouées.
La saison suivante, il devient professionnel avec les Bears de Hershey de la Ligue américaine de hockey, affiliés aux Bruins de Boston. Un an plus tard, il intègre l'effectif de la franchise de la Ligue nationale de hockey et termine à la deuxième place du vote pour le trophée Calder décerné à la recrue de l'année. Il s'impose comme un pilier de l'offensive Bostonnaise de la fin des années 1950 dont il est le meilleur marqueur de buts et de points à 4 reprises, finissant, avec son compagnon de ligne Fleming MacKell, au sommet des marqueurs durant les séries éliminatoires de 1958. Don McKenney compte régulièrement plus de 20 buts par saison. Il termine parmi les dix meilleurs pointeurs de la LNH pendant 4 campagnes. Il est choisi pour le Match des étoiles à sept reprises en huit ans, entre 1957 et 1964. À l'issue de la saison 1959-1960 durant laquelle il inscrit 69 points, dont 49 assistances, premier dans la LNH, il remporte le trophée Lady Byng décerné annuellement au joueur combinant le meilleur esprit sportif et la performance au jeu et finit candidat finaliste à ce trophée à plusieurs reprises. En 1961, il devient le capitaine des Bruins, responsabilité qu'il conserve jusqu'à son départ pour les Rangers de New York la saison suivante. Il quitte les Bruins alors qu'il est le quatrième meilleur marqueur dans l'histoire de cette franchise. Échangé aux Maple Leafs de Toronto un an plus tard, il est l'un des artisans de leur victoire de la coupe Stanley 1964. Moins prolifique qu'avant, il partage ensuite son temps de jeu entre la LNH et la LAH, faisant un cours passage avec les Red Wings de Détroit. Suivant une excellente saison 1966-1967 en LAH, il est choisi par l'une des nouvelles franchises de la LNH, les Blues de Saint-Louis, lors du repêchage d'expansion 1967. N'arrivant pas à retrouver son niveau, il retourne jouer dans les ligues mineures. En 1970, il prend sa retraite de joueur.
Aussitôt après, il rejoint l'encadrement des Huskies de la Northeastern University alors entraînés par son ancien coéquipier des Bruins Fernie Flaman. Quand ce dernier se retire en 1989, il devient le nouvel entraîneur-chef des Huskies pour deux saisons avant de prendre lui-même sa retraite. En 1999, il est intronisé au temple de la renommée de la Northeastern University.
Il meurt le 19 décembre 2022 à Norton dans le Massachusetts aux États-Unis.

## Statistiques
| Saison     | Équipe                 | Ligue          |     | Saison régulière | Saison régulière | Saison régulière | Saison régulière | Saison régulière |    | Séries éliminatoires | Séries éliminatoires | Séries éliminatoires | Séries éliminatoires | Séries éliminatoires |
| Saison     | Équipe                 | Ligue          | PJ  | B                | A                | Pts              | Pun              | PJ               | B  | A                    | Pts                  | Pun                  |                      |                      |
| 1950-1951  | Flyers de Barrie       | OHA-Jr.        | 4   | 0                | 2                | 2                | 6                |                  |    |                      |                      |                      |                      |                      |
| 1951-1952  | Flyers de Barrie       | OHA-Jr.        | 52  | 32               | 39               | 71               | 24               |                  |    |                      |                      |                      |                      |                      |
| 1952-1953  | Flyers de Barrie       | OHA-Jr.        | 50  | 33               | 33               | 66               | 24               | 15               | 6  | 8                    | 14                   | 2                    |                      |                      |
| 1953       | Flyers de Barrie       | Coupe Memorial |     |                  |                  |                  |                  | 10               | 9  | 12                   | 21                   | 4                    |                      |                      |
| 1953-1954  | Bears de Hershey       | LAH            | 54  | 13               | 21               | 34               | 4                | 11               | 3  | 5                    | 8                    | 4                    |                      |                      |
| 1954-1955  | Bruins de Boston       | LNH            | 69  | 22               | 20               | 42               | 34               | 5                | 1  | 2                    | 3                    | 4                    |                      |                      |
| 1955-1956  | Bruins de Boston       | LNH            | 65  | 10               | 24               | 34               | 20               |                  |    |                      |                      |                      |                      |                      |
| 1956-1957  | Bruins de Boston       | LNH            | 69  | 21               | 39               | 60               | 31               | 10               | 1  | 5                    | 6                    | 4                    |                      |                      |
| 1957-1958  | Bruins de Boston       | LNH            | 70  | 28               | 30               | 58               | 22               | 12               | 9  | 8                    | 17                   | 0                    |                      |                      |
| 1958-1959  | Bruins de Boston       | LNH            | 70  | 32               | 30               | 62               | 20               | 7                | 2  | 5                    | 7                    | 0                    |                      |                      |
| 1959-1960  | Bruins de Boston       | LNH            | 70  | 20               | 49               | 69               | 28               |                  |    |                      |                      |                      |                      |                      |
| 1960-1961  | Bruins de Boston       | LNH            | 68  | 26               | 23               | 49               | 22               |                  |    |                      |                      |                      |                      |                      |
| 1961-1962  | Bruins de Boston       | LNH            | 70  | 22               | 33               | 55               | 10               |                  |    |                      |                      |                      |                      |                      |
| 1962-1963  | Bruins de Boston       | LNH            | 41  | 14               | 19               | 33               | 2                |                  |    |                      |                      |                      |                      |                      |
| 1962-1963  | Rangers de New York    | LNH            | 21  | 8                | 16               | 24               | 4                |                  |    |                      |                      |                      |                      |                      |
| 1963-1964  | Rangers de New York    | LNH            | 55  | 9                | 17               | 26               | 6                |                  |    |                      |                      |                      |                      |                      |
| 1963-1964  | Maple Leafs de Toronto | LNH            | 15  | 9                | 6                | 15               | 2                | 12               | 4  | 8                    | 12                   | 0                    |                      |                      |
| 1964-1965  | Maple Leafs de Toronto | LNH            | 52  | 6                | 13               | 19               | 6                | 6                | 0  | 0                    | 0                    | 0                    |                      |                      |
| 1964-1965  | Americans de Rochester | LAH            | 18  | 7                | 9                | 16               | 4                |                  |    |                      |                      |                      |                      |                      |
| 1965-1966  | Red Wings de Détroit   | LNH            | 24  | 1                | 6                | 7                | 0                |                  |    |                      |                      |                      |                      |                      |
| 1965-1966  | Hornets de Pittsburgh  | LAH            | 37  | 11               | 19               | 30               | 8                | 3                | 0  | 1                    | 1                    | 0                    |                      |                      |
| 1966-1967  | Hornets de Pittsburgh  | LAH            | 67  | 26               | 36               | 62               | 16               | 9                | 2  | 7                    | 9                    | 2                    |                      |                      |
| 1967-1968  | Blues de Saint-Louis   | LNH            | 39  | 9                | 20               | 29               | 4                | 6                | 1  | 1                    | 2                    | 2                    |                      |                      |
| 1967-1968  | Blues de Kansas City   | LCPH           | 11  | 9                | 6                | 15               | 5                | 1                | 0  | 0                    | 0                    | 0                    |                      |                      |
| 1968-1969  | Reds de Providence     | LAH            | 74  | 26               | 48               | 74               | 12               | 9                | 4  | 7                    | 11                   | 0                    |                      |                      |
| 1969-1970  | Reds de Providence     | LAH            | 31  | 3                | 12               | 15               | 2                |                  |    |                      |                      |                      |                      |                      |
| Totaux LNH | Totaux LNH             | Totaux LNH     | 798 | 237              | 345              | 582              | 211              | 58               | 18 | 29                   | 47                   | 10                   |                      |                      |

## Transactions
- 4 février 1963 : échangé aux Rangers de New York par les Bruins de Boston avec Dick Meissner en retour de Dean Prentice (une clause stipule que Meissner doit rejoindre les Rangers au terme de la saison 1962-1963).
- 22 février 1964 : échangé aux Maple Leafs de Toronto par les Rangers avec Andy Bathgate en retour de Dick Duff, Bob Nevin, Rod Seiling et Arnie Brown et Bill Collins.
- 8 juin 1965 : réclamé au ballottage par les Red Wings de Détroit depuis les Maple Leafs.
- 6 juin 1967 : réclamé par les Blues de Saint-Louis depuis les Red Wings lors du repêchage d'expansion 1967.

## Titres et honneurs personnels
- Association de hockey de l'Ontario - Junior
  - Champion de la coupe J.-Ross-Robertson 1953 avec les Flyers de Barrie
- Coupe Memorial
  - Champion de la coupe Memorial 1953 avec les Flyers de Barrie
- Ligue nationale de hockey
  - Champion de la coupe Stanley 1964 avec les Maple Leafs de Toronto
  - Récipiendaire du trophée Lady Byng 1960
  - Retenu pour le Match des étoiles 1957, 1958, 1959, 1960, 1961, 1962 et 1964
- Ligue américaine de hockey
  - Champion de la Coupe Calder 1967 avec les Hornets de Pittsburgh